# The Scotsman
The Scotsman jsou skotské noviny. Vznikly v roce 1817 jako liberální týdeník, založil je právník William Ritchie společně s Charlesem Maclarenem. Později se z týdeníku stal deník. Původní sídlo novin se nacházelo na adrese 257 High Street v oblasti Royal Mile v Edinburghu. Roku 1860 se redakce přestěhovala do budova na Cockburn Street. Později se sídlo ještě několikrát změnilo. Roku 1953 noviny koupil kanadský milionář Roy Thomson. Roku 1995 je pak za částku 85 milionů liber odkoupili bratři David a Frederick Barclayovi.